# 김현수 (1992년)
김현수(한국 한자: 金顯秀, 1992년 4월 5일 ~ )는 대한민국의 전 축구 선수이며, 포지션은 미드필더였다.